# La Laguna de las Vacas
La Laguna de las Vacas är en ort i Mexiko.   Den ligger i kommunen Camargo och delstaten Chihuahua, i den centrala delen av landet, 1 100 km nordväst om huvudstaden Mexico City. La Laguna de las Vacas ligger 1 338 meter över havet och antalet invånare är 130.
Terrängen runt La Laguna de las Vacas är platt. Runt La Laguna de las Vacas är det mycket glesbefolkat, med 3 invånare per kvadratkilometer. Närmaste större samhälle är Estación Díaz, 19,5 km öster om La Laguna de las Vacas. Omgivningarna runt La Laguna de las Vacas är i huvudsak ett öppet busklandskap.